# Distretto di Xinhua (Shijiazhuang)
Il distretto di Xinhua (新华区S, Xīnhuá QūP) è un distretto della Cina, situato nella provincia di Hebei e amministrato dalla prefettura di Shijiazhuang.